# Ainaro
Ainaro – miasto w Timorze Wschodnim, stolica administracyjna dystryktu, poddystryktu i suco Ainaro.

## Miejscowość

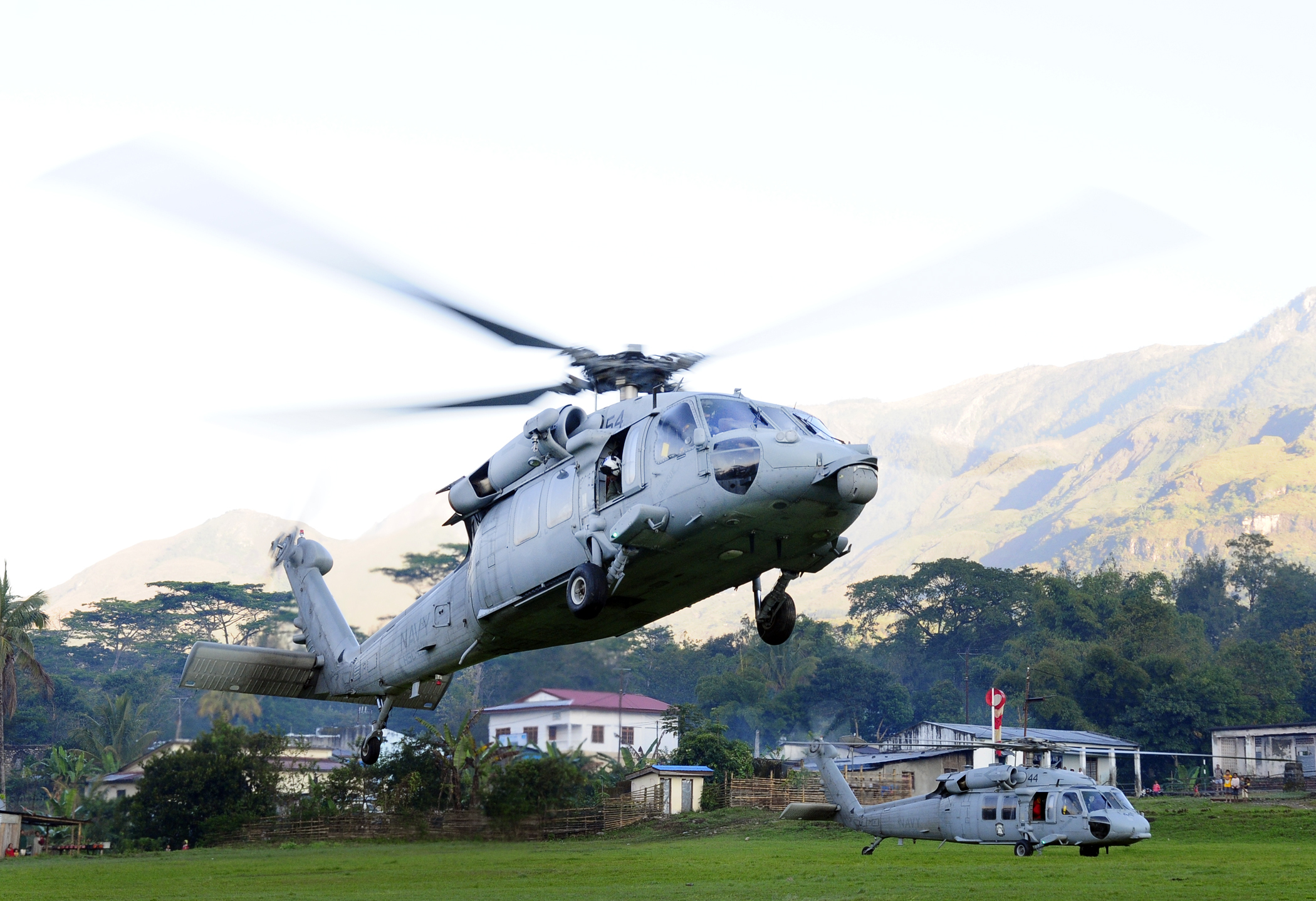
Amerykański helikopter wojskowy podczas manewrów w Ainaro (2011)

Ainaro leży w górzystej części Timoru Wschodniego, między rzekami Sarai i Maumall, ok. 60 km na południe od stolicy kraju, Dili. W mieście mieszka 3 085 mieszkańców. Znajduje się w nim lokalne lotnisko dla helikopterów oraz ośrodek zdrowia.

## Suco
W suco Ainaro mieszka 6 937 osób. Obok suco Maubisse jest jednym z dwóch sucos w dystrykcie Ainaro określanych jako zurbanizowane. Ponad 90% mieszkańców posługuje się dialektem Tetum-Dili jako językiem ojczystym. Ok. 5% posługuje się językiem mambai, niewielkie mniejszości zaś językiem bunak oraz kemak.
Rozlegle położone suco rozciąga się na obszar 30,75 km², od granicy z dystryktem Ermera na północnym zachodzie do centrum poddystryktu, gdzie zlewają się rzeki Sarai i Maumall. Zlewisko tworzy rzekę Buronuno, która z kolei wpada do rzeki Belulik. Przeważająca część zachodniej granicy sucos Mau-Ulo, Mau-Nuno i Cassa jest kształtowana przez rzekę Sarai, zaś znaczną część wschodniej granicy sucos Manutaci i Soro kształtuje rzeka Maumall.
W pobliżu Ainaro znajdują się miejscowości: Kertapati i Mauulo 1. Dalej na południe położone są: Mauulo 2 oraz Builico. Na północ od Kertapati znajduje się Sebagulau. W suco funkcjonują: przedszkole oraz szkoły podstawowe.
W Ainaro znajduje się siedem aldeias: Builico, Hato-Mera, Lugatú, Nugufú, Sebagulau i Teliga. Obecnie w budowie jest niewielka elektrownia wodna, która w założeniu ma zaopatrywać 250 rodzin w Ainaro 28 kilowatami prądu dziennie.
Podczas wyborów samorządowych w latach 2004/2005 jako chefe został wybrany Agapito Fatima Martins. Po kolejnych wyborach utrzymał swoje stanowisko. 

## Współpraca
- Madison, Stany Zjednoczone
- Ballarat, Australia